# (13117) Pondicherry
(13117) Pondicherry (1993 TW38) – planetoida z pasa głównego asteroid okrążająca Słońce w ciągu 5,13 lat w średniej odległości 2,97 j.a. Odkryta 9 października 1993 roku.